# Японская пятнистая акула
Японская пятнистая акула, или кошачья акула Бюргера (лат. Halaelurus buergeri), — вид рода пятнистых акул, семейства кошачьих акул (Scyliorhinidae). Обитает в северо-западной части Тихого океана. Размножается, откладывая яйца. Максимальный размер 49 см. Впервые описан Мюллером и Генле в 1838 году в книге «Systematische Beschreibung der Plagiostomen».

## Ареал и среда обитания
Японские пятнистые акулы обитают в северо-западной части Тихого океана у берегов Японии, Филиппин, Северной и Южной Кореи, Китая и Тайваня. Эти акулы встречаются на континентальном шельфе на глубине 80—100 м.

## Описание
Максимальная длина 49 см. У японской пятнистой акулы стройное длинное тело с заострённым рылом. У взрослых акул расстояние от кончика рыла до глаз в 14 раз меньше расстояния от глаз до первого спинного плавника. Овальные глаза вытянуты по горизонтали. Ноздри разделены треугольными кожными складками. Борозды по углам рта маленькие или отсутствуют. Рот среднего размера, его ширина составляет 7 %, а длина — 3—4 % от общей длины тела.
Первый и спинной плавник такого же размера или немного больше второго спинного плавника. Основание первого спинного плавника находится над последней четвертью брюшных плавников. Основание второго спинного плавника находится над последней третью анального плавника. У взрослых акул брюхо короткое, расстояние между основаниями грудных и брюшных плавников в 1,5 раза меньше переднего края грудных плавников. Длина основания анального плавника равна или в 1,3 раза превышает длину основания второго спинного плавника и в 2 раза больше дистанции между основаниями спинных плавников. Окраска разнообразная, на спине и хвостовом стебле имеются пятна седловидной формы, разбросанные по светлому фону.

## Биология и экология
Размножение этой акулы представляет собой нечто среднее между живорождением и откладыванием яиц, поскольку яйца остаются в теле самки до тех пор, пока эмбрионы не достигнут определённой стадии развития. Самцы и самки достигают половой зрелости при длине 36 см и 40 см, соответственно.

## Взаимодействие с человеком
Потенциально в качестве прилова японские пятнистые акулы могут попадать в глубоководные тралы. Вымирающий вид.